# Zaba
Zaba (arab. زبعة) – nieistniejąca już arabska wieś, która była położona w Dystrykcie Beisan w Mandacie Palestyny. Wieś została wyludniona i zniszczona podczas wojny domowej w Mandacie Palestyny, po ataku sił żydowskiej Hagany w dniu 12 maja 1948 roku.

## Położenie
Zaba leżała w północno-wschodniej części Doliny Bet Sze’an. Wieś była położona w depresji rzeki Jordan na wysokości -225 metrów p.p.m., w odległości 5 kilometrów na północny wschód od miasta Beisan. Według danych z 1945 roku do wsi należały ziemie o powierzchni 396,8 ha. We wsi mieszkało wówczas 170 osób.
| własność gruntów | powierzchnia gruntów (hektary) |
| ---------------- | ------------------------------ |
| Arabowie         | 15,6                           |
| Żydzi            | 342,4                          |
| publiczne        | 38,8                           |
| Razem            | 396,8                          |

| Rodzaj użytkowanych gruntów | Arabowie (hektary) | Żydzi (hektary) |
| --------------------------- | ------------------ | --------------- |
| uprawy zbóż                 | 15,6               | 336,4           |
| zabudowane                  | -                  | 6               |
| nieużytki                   | 38,8               | -               |

## Historia
W okresie panowania Brytyjczyków Zaba była niewielką wsią, której mieszkańcy utrzymywali się z upraw zbóż.

Przyjęta 29 listopada 1947 roku Rezolucja Zgromadzenia Ogólnego ONZ nr 181 przyznała te tereny państwu żydowskiemu. Podczas wojny domowej w Mandacie Palestyny w dniu 12 maja 1948 roku żydowscy żołnierze (Brygada Golani) zajęli wieś Zaba. Wszyscy jej mieszkańcy zostali wysiedleni (uciekli do Transjordanii), a następnie wyburzono domy.

## Miejsce obecnie
Teren wioski Zaba został zajęty przez pola uprawne sąsiedniego moszawu Bet Josef. Palestyński historyk Walid Chalidi, tak opisał pozostałości wioski Zaba: „Teren jest pokryty trawą, drzewami i kamieniami. Izraelczycy na gruntach wioski realizują kilka projektów rolniczych oraz rybołówstwo”.